# Hecalapona denella
Hecalapona denella är en insektsart som beskrevs av Delong 1978. Hecalapona denella ingår i släktet Hecalapona och familjen dvärgstritar. Inga underarter finns listade i Catalogue of Life.